# Póvoa Velha

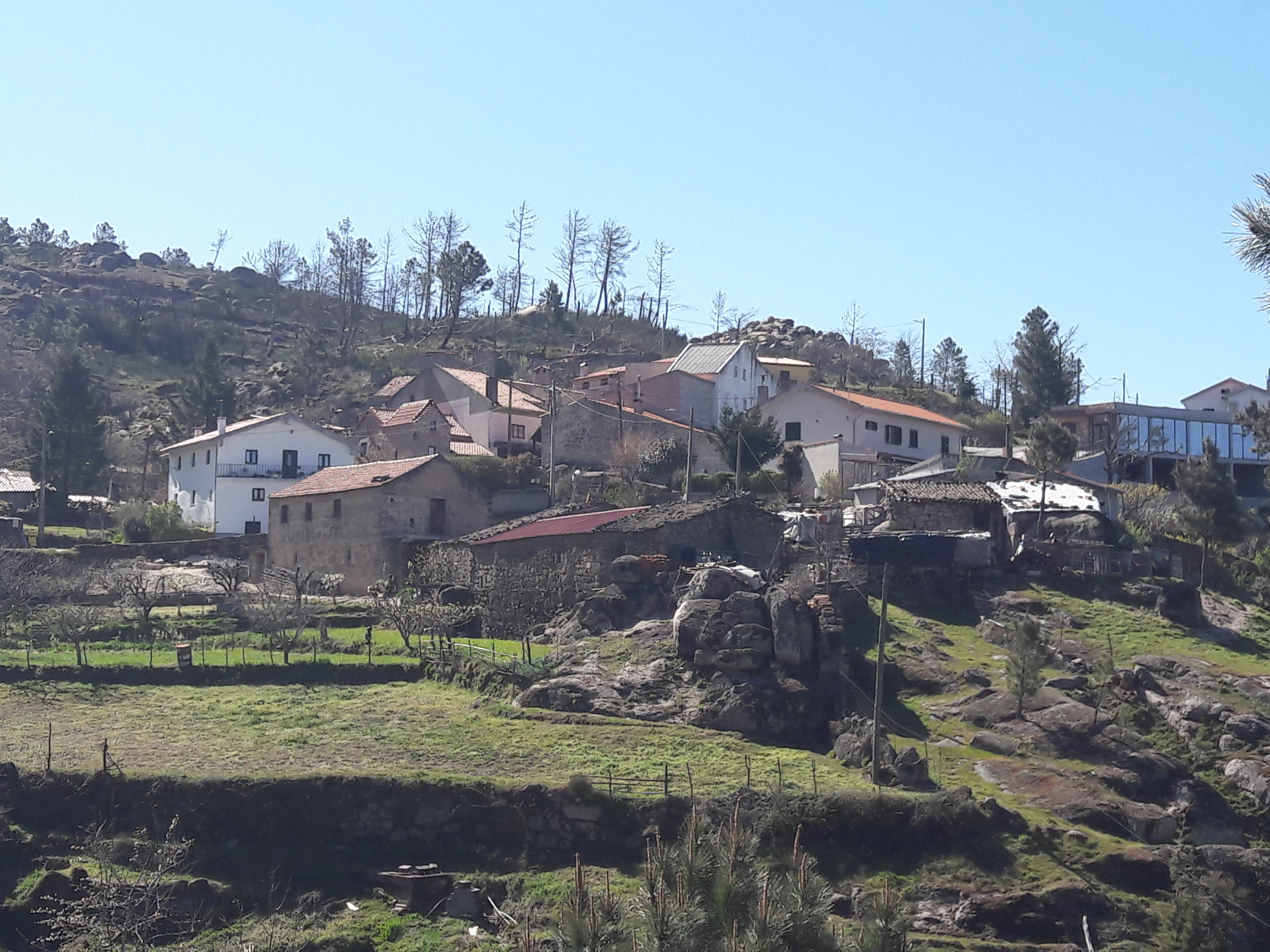
Vista panorâmica sobre a aldeia de montanha de Póvoa Velha, Seia

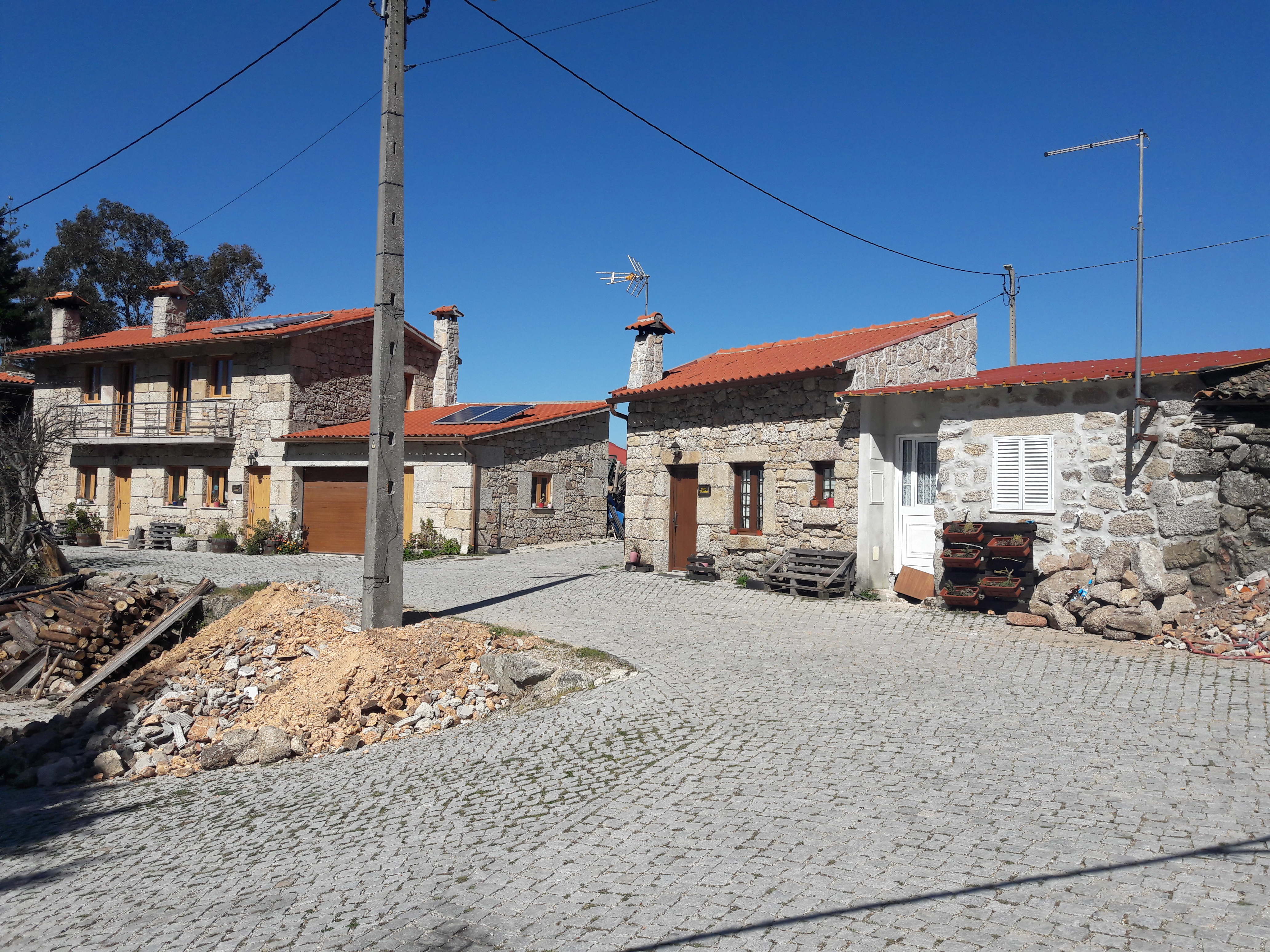
Adro da Póvoa Velha, Seia

A Póvoa Velha é uma localidade da União de Freguesias de Seia, São Romão e Lapa dos Dinheiros, no concelho de Seia, Portugal. Localiza-se a 5 quilómetros de Seia.
Pertence à rede de Aldeias de Montanha. Aqui realiza-se anualmente a Festa da Transumância e dos Pastores, sendo a Póvoa Velha o local de realização da tradicional merenda do alforge.
Com apenas 25 habitantes, esta aldeia localiza-se a 900 metros de altitude, em pleno Parque Natural da Serra da Estrela.
A festa anual da Póvoa Velha, em honra de S. Miguel, realiza-se a 24 de Setembro.

## História
A sua origem é bastante antiga e remonta aos tempos de pastorícia. A Ermida da Senhora do Espinheiro diz-se ter sido um castro ou povoado de onde surgiram os primeiros habitantes do Sabugueiro. Esta ermida tem origem medieval e está ligada à figura de D. Afonso Henriques.
Nos anos 1980, em plena época de abandono da aldeia, um casal decidiu investir em turismo rural e criou um alojamento rural com enorme sucesso, tendo sido o primeiro de outras iniciativas semelhantes.

## Património

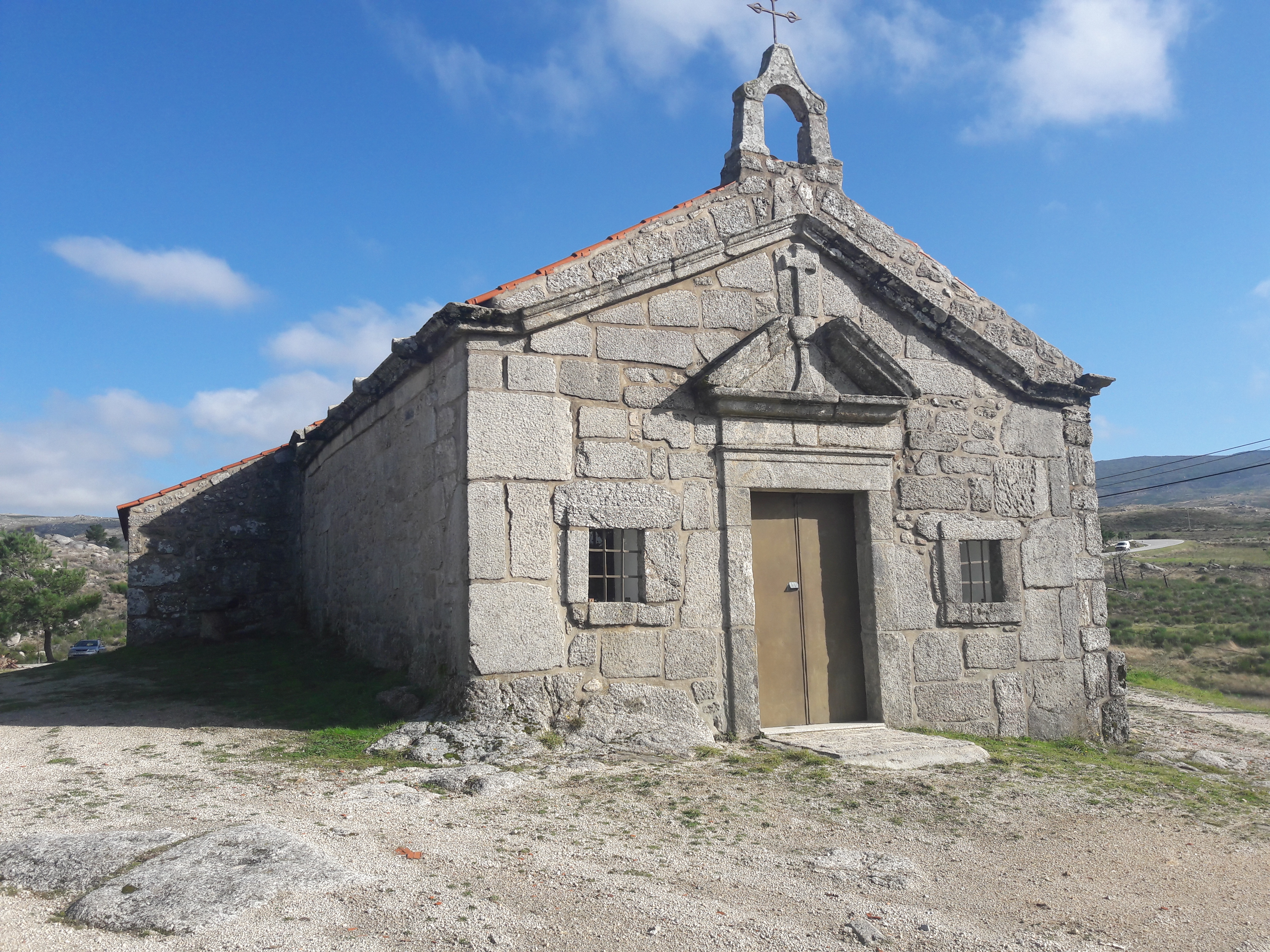
Ermida da Senhora da Espinheira

- Capela de São Miguel
- Ermida da Senhora do Espinheiro
- Alminhas